# رايموند غارنو
رايموند غارنو هو شخصية أعمال وسياسي كندي، ولد في 3 يناير 1935 في بليسيسفيل في كندا. نشط حزبياً في الحزب الليبرالي الكندي وحزب كيبيك الليبرالي. وقد انتخب وزير المالية ‏ (1 أكتوبر 1970 – 26 نوفمبر 1976) وانتخب عضو الجمعية الوطنية في كيبك ‏ وانتخب عضو مجلس العموم الكندي.